# (71) Niobé
Pour les articles homonymes, voir Niobé.
(71) Niobé (désignation internationale (71) Niobe) est un astéroïde de la ceinture principale découvert par l'astronome allemand Robert Luther le 13 août 1861.
Son nom est Niobe, en référence à un personnage de la mythologie grecque.
En 1861, Friedrich Tietjen a montré que la luminosité de cet astéroïde varie.

## Compléments